# Te Deum (Dvořák)

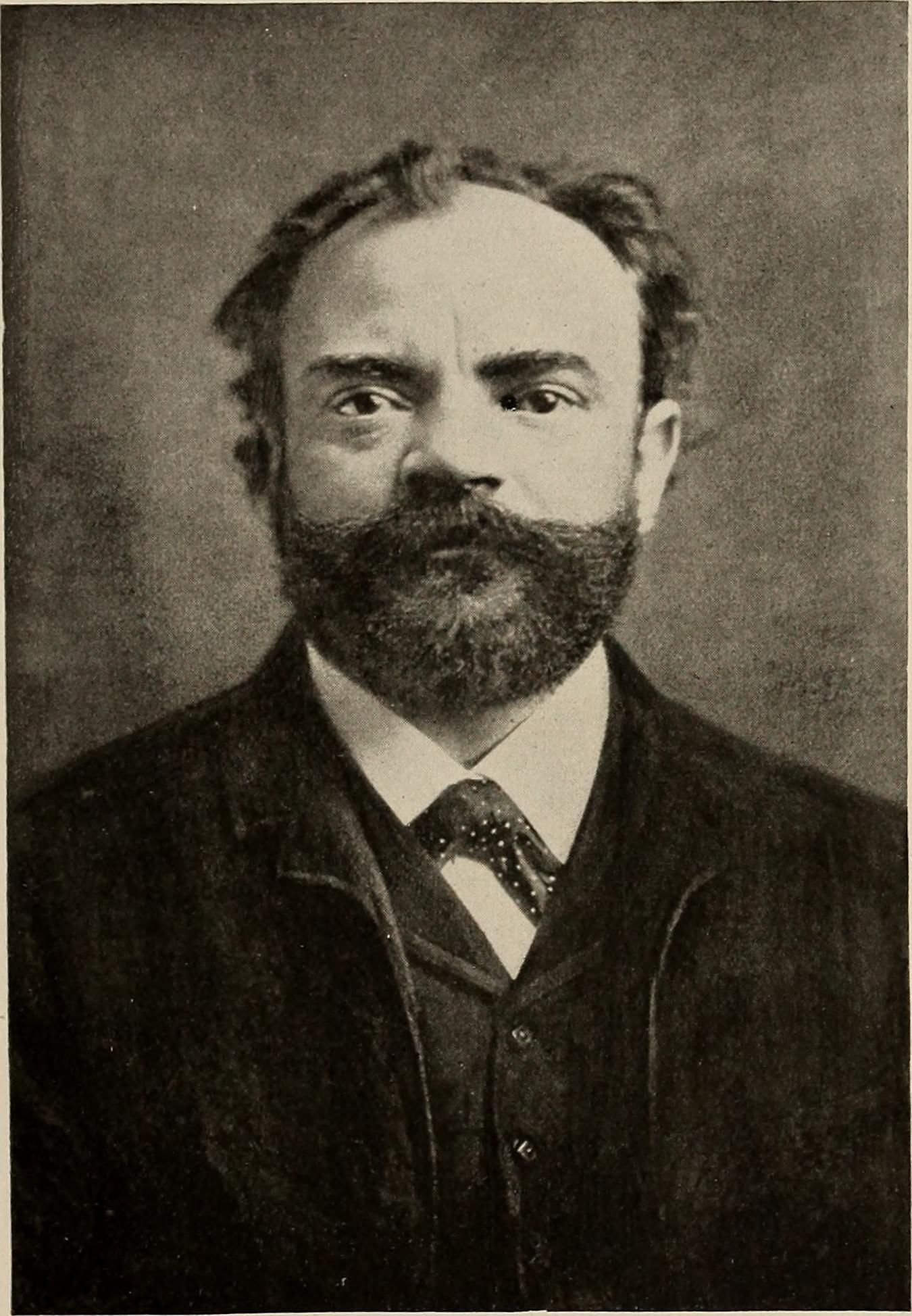
Antonín Dvořák, compositor de la obra, en 1892.

Te Deum, op. 103 (B 176), es una composición del compositor bohemio Antonín Dvořák, compuesta en Nueva York en 1892 con motivo del 400 aniversario del descubrimiento de América por Cristóbal Colón. El encargo de composición estuvo relacionado con la invitación para asumir la dirección del Conservatorio Nacional de Música de América por dos años.

## Historia y recepción
El Te Deum fue encargado por Jeanette Thurber, directora del Conservatorio Nacional de Nueva York. Dado que no se pudo encontrar un texto adecuado en el poco tiempo disponible, sugirió que Dvořák pusiera música al «Te Deum» o al «Jubilate Deo». Dvořák esbozó la obra en menos de una semana y la completó en un mes. El 28 de julio de 1892 dedicó la partitura «compuesta en honor a la memoria de Colón».
En 1892 la obra fue presentada al público mundial en el Carnegie Hall de Nueva York. El estreno del Te Deum tuvo lugar con 250 coristas.
Se dice que Johannes Brahms comentó una vez en broma sobre el poder de la obra: «El Te Deum probablemente estaba destinado a la celebración de la destrucción de Viena y Berlín por los bohemios y me parece muy adecuado para ello». Las piezas efectivamente contrastadas recuerdan a Giuseppe Verdi y Anton Bruckner. El hecho de que se trate más de una obra de concierto que de una composición litúrgica lo demuestra la estructura casi arquitectónica, cuyas cuatro partes revelan el esquema sinfónico.

## Estructura
La obra consta de cuatro movimientos:
1. Allegro moderato, maestoso (coro); Un poco meno mosso (soprano y coro)
2. Lento maestoso (bajo); Un poco più mosso (coro)
3. Vivace (coro)
4. Lento (soprano/coro; soprano/bajo); Poco più mosso (coro)